# Slatenik
Slatenik este o localitate din comuna Pesnica, Slovenia, cu o populație de 40 de locuitori.